# NGC 6081
NGC 6081 је лентикуларна галаксија у сазвежђу Херкул која се налази на NGC листи објеката дубоког неба.
Деклинација објекта је + 9° 52' 4" а ректасцензија 16h 12m 56,8s. Привидна величина (магнитуда) објекта NGC 6081 износи 13,5 а фотографска магнитуда 14,5. NGC 6081 је још познат и под ознакама IC 1202, UGC 10272, MCG 2-41-19, CGCG 79-78, NPM1G +09.0456, PGC 57506.